# Catharus fuscater
Catharus fuscater е вид птица от семейство Turdidae.

## Разпространение
Видът е разпространен в Боливия, Колумбия, Коста Рика, Еквадор, Панама, Перу и Венецуела.